# Internationaler Garten

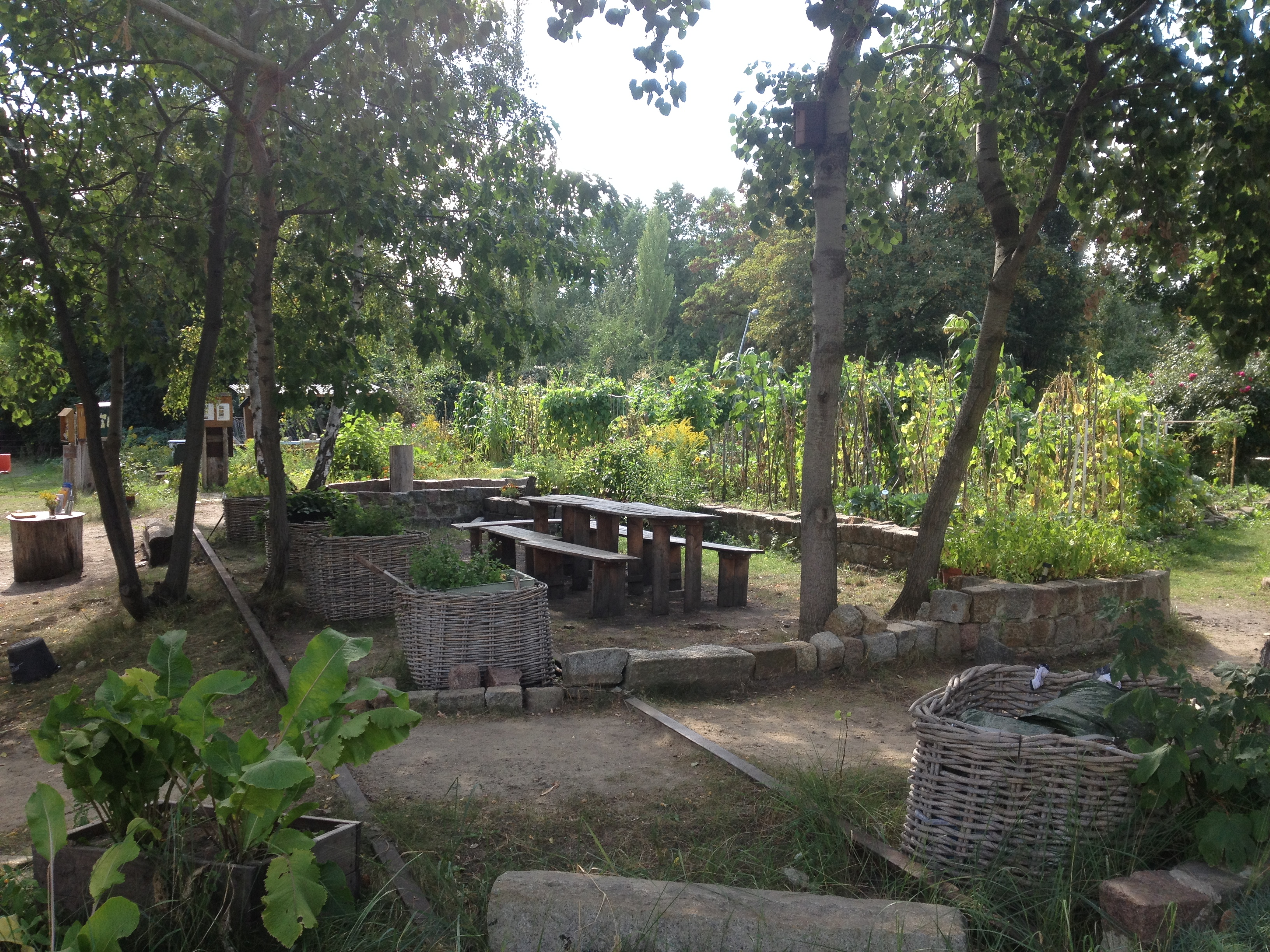
Interkultureller Garten Rosenduft im Park am Gleisdreieck in Berlin, Deutschland

Internationale Gärten, auch Interkulturelle Gärten, sind Gartenprojekte, bei denen Konzepte des Interkulturellen Lernens, der Völkerverständigung und der Integration im Mittelpunkt stehen. Die Idee der Internationalen Gärten entwickelte sich Anfang der 1990er Jahre parallel in mehreren großen Städten der Welt, wie etwa Buenos Aires, New York City und Toronto.

## Idee und Ziele
Gärtnern und Freizeitaktivitäten in Interkulturellen Gärten stellen den sozialen Kontakt zwischen Flüchtlingen, Migranten und Einheimischen untereinander her und fördern dadurch die Verständigung zwischen Menschen aus unterschiedlichen Kulturen, die Integration von Flüchtlingen, Migranten und Zuwanderern sowie die Erhaltung und Nutzung der Kulturpflanzenvielfalt.
In Deutschland sind Ziele der Interkulturellen Gärten unter anderem, dass sich eine von Deutschen besonders mit Kriegs- und politischen Flüchtlingen theoretisch bekundete Solidarität durch Kontakte mit diesen und auch anderen Migranten im Alltag festigt und Migranten und Flüchtlinge auch von sich aus Integrationsprozesse anstoßen, sich an solchen beteiligen und darin unterstützt werden.
Die Gärten sind ideale Orte der Begegnung (bzw. neue soziale Orte), weil dort die uns allen gemeinsame Natur hautnah erlebt wird und viele Migranten und Flüchtlinge aus kleinbäuerlichen Verhältnissen kommen, so dass sie ihr Wissen hier gut anwenden und einbringen können.
Interkulturelle Gärten bestehen aus einzelnen Parzellen, auf denen Gemüse und Kräuter (darunter in Deutschland wenig bekannte Arten und Sorten aus den Herkunftsländern) umweltfreundlich und für den Eigenbedarf angebaut werden. Es gibt außerdem gemeinschaftlich genutzte Flächen für Kinderspiel, Veranstaltungen und Treffen.
Die Gärten sind oft auch Anknüpfungspunkt für darüber hinausgehende Aktivitäten und Lernangebote für berufliche Integration etwa durch Besichtigungen und Praktika bei Betrieben aus dem Bereich Gartenbau und Umwelt, Förderung der beruflichen Orientierung im gärtnerischen und Umweltbereich, sowie soziale Integration durch Nachbarschaftshilfe und Familienbetreuung, Erlernen der deutschen Sprache, Begleitung bei Behördengängen, Aufsuchen und Kontakt zu Bildungseinrichtungen, Dokumentation und Öffentlichkeitsarbeit.

## Entwicklung zur Bewegung

### Deutschland

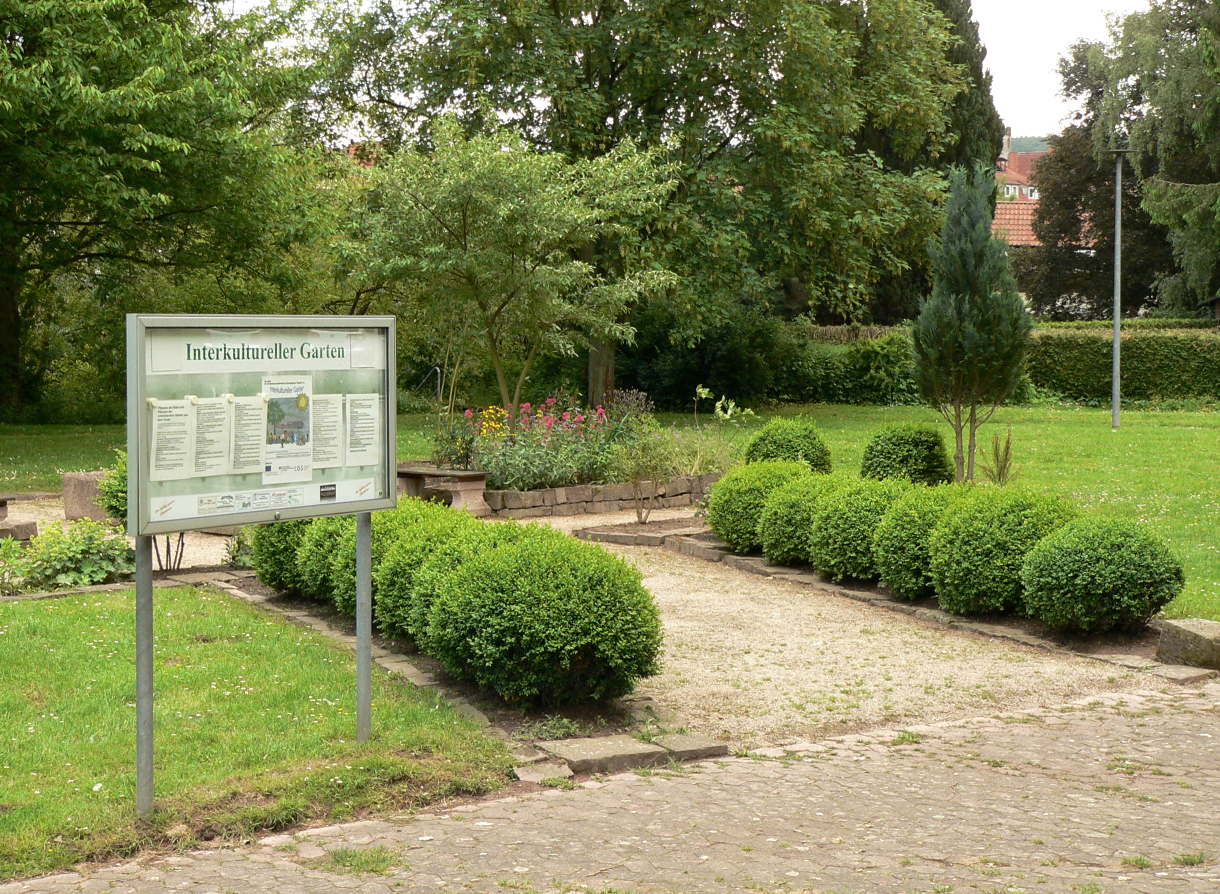
Interkultureller Garten auf dem Tanzwerder in Hann. Münden

Das Pilot-Projekt der Interkulturellen Gärten entstand 1996 auf Initiative von zugewanderten nichtdeutschen Familien in Göttingen. Der Verein „Internationale Gärten e. V. Göttingen“ wurde 1998 gegründet. Er verfügt heute über drei Gärten in Göttingen mit insgesamt 11.000 Quadratmetern Fläche, in denen rund 70 Familien aus 25 Herkunftsländern und aus unterschiedlichen Religionen zusammenarbeiten. Das Göttinger Konzept besteht aus einem Mix aus Gemeinschaftsgarten und Einzelparzellen zur privaten Nutzung (Gemüseanbau für den Eigenbedarf). Zusätzlich pflanzen die Gartengruppen Obstbäume und Beerensträucher gemeinsam an. Künstlerische und handwerkliche Aktivitäten gehören auch zum Konzept. Auf die Beteiligten wirkt die in gemeinsamer sozialer Praxis realisierte Gestaltung eines Grundstücks (meist Brachfläche, Grabeland o. ä.) 'integrierend'.
Inzwischen sind nach dem Göttinger Vorbild weitere Gärten in Deutschland entstanden, so dass man fast von einer neuen sozialen Bewegung sprechen könnte. Über 300 interkulturelle Gartenprojekte in der gesamten Bundesrepublik existieren derzeit (2022), weitere befinden sich im Aufbau. Die Stiftung Interkultur in München, eine Gründung der Stiftungsgemeinschaft anstiftung & ertomis, hat das „Netzwerk Interkulturelle Gärten“ aufgebaut. Sie gibt Unterstützung bei der Vernetzung der mittlerweile über 300 interkulturellen Gartenprojekte bundesweit; sie berät bei Fragen zu Projektentwicklung, Öffentlichkeitsarbeit und Fundraising, gibt in Einzelfällen finanzielle Starthilfe und moderiert das „Forschungsnetzwerk Interkulturelle Gärten“.

### Italien
Seit 2010 besteht in Bozen ein interkultureller Gemeinschaftsgarten, der 2013 um einen weiteren Garten ergänzt wurde.

### Schweiz
In der Schweiz existieren Interkulturelle Gärten in der Nähe der großen Städte Zürich, Bern und Basel. Die Einrichtung weiterer Interkultureller Gärten ist in Planung.

### Österreich
In Österreich bestehen diverse Interkulturelle Gemeinschaftsgärten.

## Hintergrund und Bedeutung
Die Entwicklung internationaler Gärten muss – ähnlich wie die Entwicklung von Arbeiter- oder Armengärten Ende des 19. Jahrhunderts – vor dem Hintergrund der zunehmenden Verstädterung im 20. Jahrhundert gesehen werden. Lange Zeit wurde von Stadtsoziologen angenommen, dass der Prozess der Urbanisierung und das Betreiben von Landwirtschaft einander ausschließen. Wie aber Christa Müller und andere Forscher nachweisen, entwickeln sich gegen Ende des 20. Jahrhunderts in mehreren großen Städten der Welt, wie etwa Buenos Aires, New York City und Toronto, Gemeinschafts- bzw. Nachbarschaftsgärten als neue Form von urbaner Subsistenzwirtschaft. Verantwortlich dafür sind auf der einen Seite gesellschaftliche Prozesse wie die zunehmende Notwendigkeit verarmter Städter, auf diese Produktionsform zurückzugreifen, um in der Stadt überleben zu können, und auf der anderen Seite eine Krise großer Städte selbst, wenn etwa Bauerwartungsland über Jahre oder Jahrzehnte nicht genutzt wird oder aber wenn, verursacht durch den industriellen Wandel, die bisherige Nutzung bestimmter Flächen entfällt und eine neue Nutzung noch nicht durchgesetzt oder finanzierbar ist.

## Filme
Filme über internationale / interkulturelle Gärten gibt es etwa von Ella von der Haide (Berlin) oder von Oliver Clark (über Internationale Gärten Göttingen). Auf den einschlägigen Plattformen finden sich Filme u. a. zu den interkulturellen Gärten in Aalen, Amberg, Augsburg, Berlin, Erfurt, Erlangen, Friedberg, Güstrow, Hellerau, Laatzen, Lich, Löhne, Lüneburg, Magdeburg, Neubrandenburg, Oberhausen, Oldenburg, Taufkirchen, Wilhelmsburg. Diese sind zum Teil von den Initiativen produziert und ins Netz gestellt worden. (Interkulturelle) Gemeinschaftsgärten laden teils auch zu eigenen Filmveranstaltungen ein.

## Auszeichnungen
Die Interkulturellen Gärten wurden bereits mehrfach ausgezeichnet. Einige Beispiele:
- 2001: Förderpreis Aktive Bürgerschaft (Bundessieger)
- 2002: Integrationspreis des Bundespräsidenten
- 2005: 1. Preis der Niedersächsischen Umweltstiftung
- 2006: Göttinger Friedenspreis der Stiftung Dr. Roland Röhl (zusammen mit der Stiftung Interkultur)
- 2010: Qualitätslabel Werkstatt N-Projekt(Nachhaltigkeitsrat)
- 2010: Utopia Award